# Ephedra laristanica
Ephedra laristanica — вид голонасінних рослин класу гнетоподібних.

## Поширення, екологія
Країни проживання: Іран. Росте на висотах від 400 м до 1200 м. Чагарник до 0,6 м заввишки, росте в сухих ваді і кам'янистих схилах. Квіти є в березні.

## Використання
Стебла більшості членів цього роду містять алкалоїд ефедрин і відіграють важливу роль в лікуванні астми та багатьох інших скарг дихальної системи.

## Загрози та охорона
Немає серйозних загроз в даний час. Єдиний збір був записаний з англ. Hormod National Protected Area. Немає відомих зразків в ботанічних садах.
| Шишки секвоядендрону | Це незавершена стаття про голонасінні. Ви можете допомогти проєкту, виправивши або дописавши її. |